# Calamis

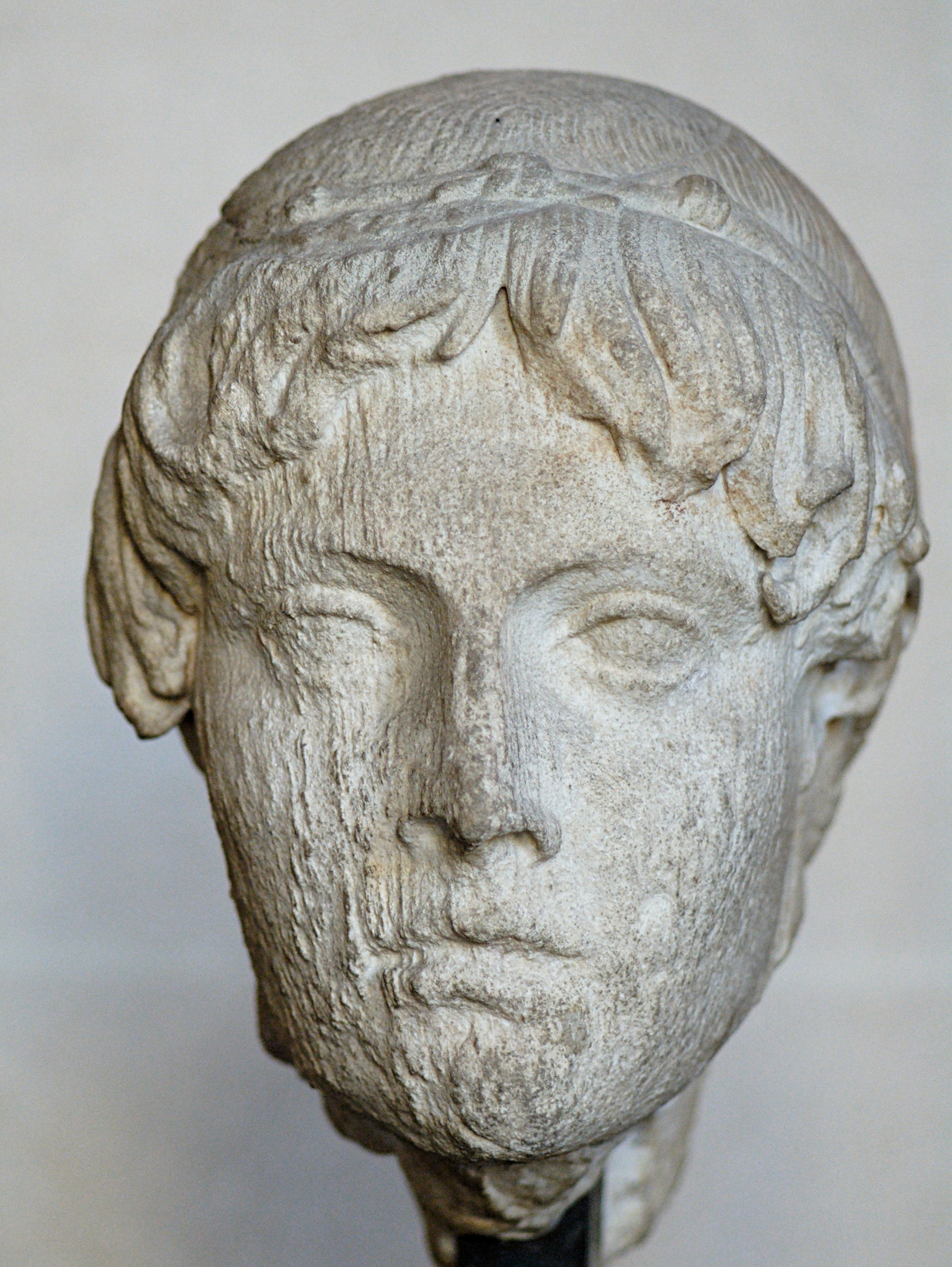
Omphalos Apollo, kopie van aan Calamis toegeschreven werk.

Calamis (Oudgrieks: Κάλαμις / Kalamis) was een Grieks beeldhouwer uit de eerste helft van de 5e eeuw v.Chr., afkomstig uit Boeotië (of misschien uit Attica?).
Te Athene, Thebe en in andere Griekse steden vervaardigde hij chryselephantine cultusbeelden, en marmeren of bronzen wijgeschenken. Zijn paarden op uitbeeldingen van zegevierende wagens werden in de Oudheid alom bewonderd. De antieke kunstcritici roemden zijn sierlijkheid en verfijning, maar wij bezitten geen enkele met zekerheid geïdentificeerde kopie van zijn werken.
- Gemeinsame Normdatei: 119097087
- Library of Congress Control Number: no00026822
- Nationale Bibliotheek van Israël: 987007282871605171
- Réseau des bibliothèques de Suisse occidentale: 02-A010231713
- Union List of Artist Names: 500059338
- Virtual International Authority File: 96079509
- WorldCat: E39PCjCxQYY64KPKJXXDXVbKMK